# بدون علامت

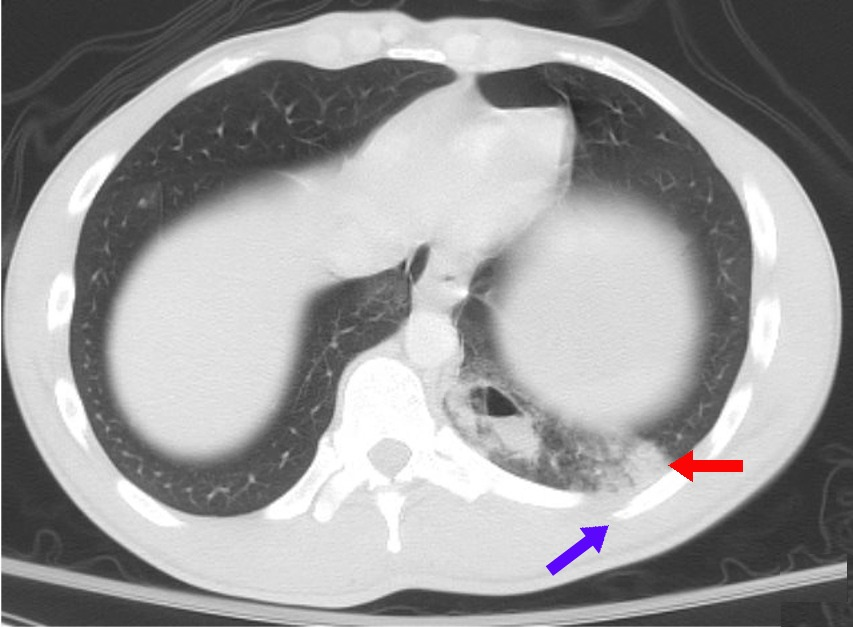
کوفتگی ریوی ناشی از تروما نمونه‌ای از شرایطی است که می‌تواند بدون علامت باشد و نیمی از افراد هیچ علامتی را در مراحل اولیه آن تجربه نمی‌کنند. سی تی اسکن کوفتگی ریوی (پیکان قرمز) همراه با شکستگی دنده (پیکان بنفش) را نشان می‌دهد.

بدون علامت (یا از نظر بالینی خاموش) (به انگلیسی: Asymptomatic) شرایطی پزشکی (به عنوان مثال، جراحات یا بیماری‌ها) است که بیماران متوجه علائمی در خود نمی‌شود با این وجود با انجام یک فرایند تشخیصی (مثلاً یک آزمایش پزشکی) به وضوح قابل تشخیص است.
دوره پیش-نشانه صفتی است که دوره‌های زمانی را که در طی آن شرایط پزشکی بدون علامت هستند، طبقه‌بندی می‌کند.
پیش‌بالینی و علامت‌دار صفت‌های دیگری هستند که برای عفونت‌ها (یعنی عفونت‌های پیش بالینی) یا بیماری‌های روان تنی و اختلالات روانی به کار می‌روند که زیرمجموعه‌ای از علائم را نشان می‌دهند اما این علائم به اندازه این نیستند که یک تشخیص پزشکی صریح را بیان کنند.

## مثال‌ها
نمونه ای از یک بیماری بدون علامت، سیتومگالوویروس (CMV) بوده که از خانواده ویروس هرپس است. تخمین زده می‌شود که ۱٪ از تمام نوزادان، مبتلا به CMV بوده، اما اکثرشان بدون علامت هستند. در برخی بیماری‌ها، نسبت موارد بدون علامت می‌تواند بسیار زیاد باشد. به عنوان مثال، در مولتیپل اسکلروزیس تخمین زده می‌شود که حدود ۲۵ درصد موارد بدون علامت هستند و معمولاً پس از مرگ یا صرفاً به صورت تصادفی (به عنوان یافته‌های تصادفی) در حین درمان سایر بیماری‌ها تشخیص داده می‌شوند.

## اهمیت
در برخی مواد دانستن اینکه یک بیماری بدون علامت است بسیار اهمیت دارد زیرا:
- بیماری ممکن است مسری باشد و درک عفونت‌های بدون علامت یا پیش علامتی می‌تواند به تنظیم اقدامات کنترلی لازم برای جلوگیری از شیوع آن کمک می‌کند.[۳]
- تحت درمان قرار گرفتن بیماری ممکن است از وقوع مشکلات پزشکی بعدی مانند فشار خون بالا و هیپرلیپیدمی جلوگیری کند.[۴]
- باعث هوشیاری فرد نسبت به مشکلات احتمالی در آینده می‌شود: کم‌کاری تیروئید بدون علامت، فرد را در مقابل سندرم ورنیکه-کورساکوف یا بری بری به دنبال ورود گلوکز داخل وریدی آسیب‌پذیر می‌کند.[۵]
- برای برخی شرایط، درمان در مرحله بدون علامت حیاتی است. اگر کسی صبر کند تا علائم ایجاد شود، برای زنده ماندن یا جلوگیری از آسیب خیلی دیر است (برای مثال برخی از سرطان‌ها.

## سلامت روان
شرایط تحت بالینی یا زیرآستانه، شرایطی هستند که معیارهای تشخیصی کامل برای آنها برآورده نشده‌است؛ اگرچه علائم وجود دارند اما همچنان به مرز مشخصی نرسیده‌اند. این مسئله می‌تواند به این معنی باشد که علائم به اندازه کافی شدید نیستند که مستحق تشخیص باشند، یا اینکه علائم شدید هستند اما معیارهای یک بیماری را برآورده نمی‌کنند.

## فهرست
فهرست شرایطی که تعداد کافی از افراد به صورت مستند بدون علامت تشخیص داده شده‌اند، در زیر آمده‌است:
- برخی‌از سرطان‌ها
- شانت قلبی
- تشریح شریان کاروتید
- بیماری کاروتید
- همانژیوم حفره‌ای
- کلروما (سارکوم میلوئید)
- وبا
- لوسمی مزمن مغز استخوان
- بیماری سلیاک
- بیماری عروق کرونر
- کووید ۱۹
- آبله گاوی
- رتینوپاتی دیابتی
- فروکتوزوری ضروری
- سویه‌های آنفولانزا یا آنفولانزا
- هامارتوم کیستیک فولیکولوزباسه
- گلیوبلاستوما مولتی فرم (گاهی)
- آلدوسترونیسم قابل درمان با گلوکوکورتیکوئید
- کمبود گلوکز-۶-فسفات دهیدروژناز (فاویسم)
- هپاتیت
- الیپتوسیتوز ارثی
- هرپس
- هتروفوریا
- کروناویروس (میکروب‌های سرماخوردگی)
- فشار خون بالا
- هیستیدینمی
- HIV (ایدز)
- HPV
- هایپرآلدوسترونیسم
- هیپرلیپیدمی
- هیپرپرولینمی نوع I
- کم‌کاری تیروئید
- هیپوکسی (بعضی موارد)
- پورپورای ایمنی با کاهش پلاکت‌ها
- ایریدودیالیسیس (وقتی کوچک است)
- سندرم لش-نیهان (ناقلین زن)
- لوو-انتقال عروق بزرگ
- سرخک
- دیورتیکول مکل
- همانژیوم میکرو وریدی
- پرولاپس دریچه میترال
- آبله میمون
- لنفوسیتوز سلول B مونوکلونال
- میلولیپوما
- بیماری کبد چرب غیر الکلی
- گودال دیسک نوری
- پوکی استخوان
- سیاه سرفه
- پلی‌ارکیدیسم
- پولیومیلیت
- چند ارکیدیسم
- پره اکلامپسی
- پیش فشار خون
- پروتروسیوی استابولی
- کوفتگی ریوی
- اسیدوز توبولار کلیوی
- سرخچه
- آبله (منقرض شده از دهه ۱۹۸۰)
- اسپرماتوسل
- مننژیوم بال اسفنوئید
- آنژیوم عنکبوتیه
- آنفارکتوس طحال (البته نه به‌طور معمول)
- خونریزی زیر عنکبوتیه
- سنگ لوزه
- بیماری سل
- دیابت نوع دوم
- تیفوس
- نئوپلازی درون‌اپیتلیومی واژن
- واریسلا (آبله مرغان)
- بیماری ویلسون

میلیون‌ها زن در دوران بارداری تا زمان زایمان یا شروع زایمان، علائم نداشتند و نمی‌دانستند که باردار هستند. این پدیده به عنوان حاملگی‌های مرموز شناخته می‌شود.